# محميات حيوانات ثونغ ياي – هواي كا كانغ
(بالإنجليزية:The Wildlife Sanctuary Thung Yai Naresuan بالتايلاندية: เขตรักษาพันธุ์สัตว์ป่าทุ่งใหญ่นเรศวร) تمتد هذه المحميات على أكثر من 600000 هكتار على الحدود مع ميانمار وهي لا تزال سليمة بجزئها الأكبر وتتضمن تقريباً مجمل التشكلات الحرجية في جنوب شرق آسيا القارية، إلى جانب مجموعة متنوعة من الحيوانات منها 77% من الثدييات الكبيرة (ولا سيما الفيلة والنمور) و 50% من الطيور الكبيرة و 33% من الفقاريات البرية التي نجدها في هذه المنطقة.

## المصدر
موقع التراث العالمي